# Кубок Грузії з футболу 2002—2003
Кубок Грузії з футболу 2002–2003 — (також відомий як Кубок Давида Кіпіані) 13-й розіграш кубкового футбольного турніру у Грузії. Титул всьоме здобуло Динамо (Тбілісі).

## Календар
| Раунд       | Дата                                     | Матчі | Клуби   |
| ----------- | ---------------------------------------- | ----- | ------- |
| 1/16 фіналу | 24-26 лютого/ 28 лютого - 1 березня 2003 | 32    | 32 → 16 |
| 1/8 фіналу  | 5-6/9-10 березня 2003                    | 16    | 16 → 8  |
| 1/4 фіналу  | 18 березня/10 квітня 2003                | 8     | 8 → 4   |
| 1/2 фіналу  | 19 квітня/7 травня 2003                  | 4     | 4 → 2   |
| Фінал       | 26 травня 2003                           | 1     | 2 → 1   |

## 1/16 фіналу
| Команда 1                               | Заг. | Команда 2                 | 1-й матч | 2-й матч |
| --------------------------------------- | ---- | ------------------------- | -------- | -------- |
| 24-26 лютого/28 лютого - 1 березня 2003 |      |                           |          |          |
| Локомотив (Тбілісі)                     | 2:0  | ТСУ (2)                   | 1:0      | 1:0      |
| Горда (Руставі)                         | 1:3  | Спартак (Тбілісі) (2)     | 0:3      | 1:0      |
| Сіоні (Болнісі)                         | 11:3 | Алазані (Гурджаані) (2)   | 7:1      | 4:2      |
| ВІТ Джорджія                            | 8:1  | Чихура (Сачкере) (3)      | 7:1      | 1:0      |
| Мілані (Цнорі)                          | 1:0  | Норчі Динамо (3)          | 1:0      | 0:0      |
| Цхінвалі (2)                            | 2:3  | Молодіжна команда         | 1:1      | 1:2      |
| Металургі (Зестафоні)                   | 1:7  | Кобулеті (2)              | 0:3      | 1:4      |
| Колхеті-1913 (Поті)                     | 9:0  | Самтредіа (2)             | 6:0      | 3:0      |
| Лазіка (Зугдіді) (3)                    | 1:4  | Гурія (Ланчхуті) (2)      | 1:2      | 0:2      |
| Торпедо (Кутаїсі)                       | 8:1  | Самгуралі (Цхалтубо) (2)  | 5:1      | 3:0      |
| Динамо-2 (Тбілісі) (2)                  | 2:1  | Іверія (Хашурі) (2)       | 2:1      | 0:0      |
| Діла (Горі)                             | 4:1  | ВІТ Джорджія-2 (3)        | 3:0      | 1:1      |
| Мцхета (2)                              | 0:10 | Динамо (Тбілісі)          | 0:3      | 0:7      |
| Мерані-Олімпі                           | 2:1  | Локомотив-2 (Тбілісі) (2) | 1:0      | 1:1      |
| Мерцхалі (Озургеті) (2)                 | 6:3  | Колхеті-2 (Поті) (3)      | 5:1      | 1:3      |
| Динамо (Батумі)                         | 5:1  | Колхеті (Хобі) (2)        | 4:1      | 1:0      |

## 1/8 фіналу
| Команда 1              | Заг. | Команда 2               | 1-й матч | 2-й матч |
| ---------------------- | ---- | ----------------------- | -------- | -------- |
| 5-6/9-10 березня 2003  |      |                         |          |          |
| Локомотив (Тбілісі)    | 3:0  | Мерані-Олімпі           | 1:0      | 2:0      |
| Динамо-2 (Тбілісі) (2) | 1:2  | Спартак (Тбілісі) (2)   | 0:1      | 1:1      |
| ВІТ Джорджія           | 4:0  | Мерцхалі (Озургеті) (2) | 2:0      | 1:0      |
| Кобулеті (2)           | 0:3  | Діла (Горі)             | 0:0      | 0:3      |
| Колхеті-1913 (Поті)    | 1:2  | Сіоні (Болнісі)         | 0:0      | 1:2      |
| Гурія (Ланчхуті) (2)   | 1:3  | Мілані (Цнорі)          | 1:0      | 0:3      |
| Молодіжна команда      | 2:5  | Торпедо (Кутаїсі)       | 0:4      | 2:1      |
| Динамо (Тбілісі)       | 4:1  | Динамо (Батумі)         | 2:0      | 2:1      |

## 1/4 фіналу
| Команда 1                 | Заг.    | Команда 2             | 1-й матч | 2-й матч |
| ------------------------- | ------- | --------------------- | -------- | -------- |
| 18 березня/10 квітня 2003 |         |                       |          |          |
| Локомотив (Тбілісі)       | 1:1 (ч) | Мілані (Цнорі)        | 0:0      | 1:1      |
| Сіоні (Болнісі)           | 5:2     | Спартак (Тбілісі) (2) | 3:0      | 2:2      |
| Торпедо (Кутаїсі)         | 3:0     | Діла (Горі)           | 1:0      | 2:0      |
| Динамо (Тбілісі)          | 2:1     | ВІТ Джорджія          | 1:0      | 1:1      |

## 1/2 фіналу
| Команда 1               | Заг. | Команда 2         | 1-й матч | 2-й матч |
| ----------------------- | ---- | ----------------- | -------- | -------- |
| 19 квітня/7 травня 2003 |      |                   |          |          |
| Локомотив (Тбілісі)     | 1:6  | Динамо (Тбілісі)  | 0:4      | 1:2      |
| Сіоні (Болнісі)         | 1:0  | Торпедо (Кутаїсі) | 1:0      | 0:0      |

## Фінал
| 26 травня 2003 |

| Динамо (Тбілісі)                             | 3:1      | Сіоні (Болнісі) |
| -------------------------------------------- | -------- | --------------- |
| Хізанейшвілі 10' Дараселія 17' Анчабадзе 45' | Протокол | Ісіані 61'      |

| Стадіон імені Михайла Месхі, Тбілісі Глядачів: 10 000 Арбітр: Мераб Малагурадзе |